# 家田みゆき
家田 みゆき（いえだ みゆき）は、日本プロ麻雀連盟に所属する競技麻雀のプロ雀士。日本プロ麻雀連盟20期生、段位は二段。麻雀初心者のためのカフェである「カフェドオレンジ」を経営している。女性だけで麻雀を行う「まーじゃん女史会」というサークルの運営及びプロになりたい方のサポートも行っている。